# Bravo (Michoacán)
Bravo es una localidad del estado mexicano de Michoacán. Es parte del municipio de Contepec.

## Toponimia
El nombre «Bravo» rinde homenaje a Nicolás Bravo, héroe de la Independencia de México.

## Demografía
| Gráfica de evolución demográfica |
|                                  |

| Censo | Población |
| ----- | --------- |
| 1900  | 784       |
| 1910  | 631       |
| 1921  | 755       |
| 1930  | 1 097     |
| 1940  | 269       |
| 1950  | 359       |
| 1960  | 532       |
| 1970  | 622       |
| 1980  | 578       |
| 1990  | 867       |
| 2000  | 1 053     |
| 2010  | 1 156     |
| 2020  | 1 217     |